# Акшабулак — Кизилорда
Акшабулак — Кизилорда — газопровід на півдні Казахстану, споруджений з метою видачі продукції кількох родовищ вуглеводнів.
У 2000-х роках спільне казасько-китайське підприємство «Казгермунай» почало розробку групи нафтових родовищ Акшабулак. До комплексу облаштування цього промислу увійшла установка підготовки попутного газу, яка продукувала значні обсяги товарного газу. Видачу останнього вирішили організувати до міста Кизилорда, до якого в 2004-му ввели в дію трубопровід довжиною 123 км з діаметром 325 мм, що при робочому тиску у 5,5 МПа має пропускну здатність 420 млн м3 на рік. В Кизилорді головним споживачем блакитного палива стала Кизилординська ТЕЦ.
В подальшому на установку підготовки Акшабулак подали ресурс ще з кількох родовищ. Втім, можливо відзначити, що частину ресурсу споживає споруджена на самому промислі ТЕС Акшабулак.
Додатковою базою для поставок по трубопроводу могло стати велике нафтове родовище Кумколь, яке розташоване за сім десятків кілометрів від Акшабулаку, але у підсумку замість прокладання газопроводу Кумколь — Акшабулак ресурс спрямували на промислову ТЕС Кумколь.
Також можливо відзначити, що станом на початок 2020-х запаси родовищ групи Акшабулак були переважно випрацьовані, що знаходить відображення й у падінні обсягів вилученого попутного газу (хоча певний час це може компенсувати запуск в 2023-му газоконденсатного родовища Південний Аксай). Втім, наразі через Кизилорду вже пройшов потужний міжрегіональний газопровід Бейнеу — Бозой — Шимкент. 